# 道の駅ちくら・潮風王国
道の駅ちくら・潮風王国（みちのえき ちくら・しおかぜおうこく）は、千葉県南房総市にある国道410号の道の駅である。

## 施設
道の駅の範囲には、中心施設の「潮風王国」のほかに、南房千倉大橋のたもとにある「第2南房千倉大橋公園パーキング」（北緯34度55分27.8秒 東経139度56分33.7秒 / 北緯34.924389度 東経139.942694度）と国道410号沿い白間津地内の「第3白間津花のパーキング」（北緯34度55分6.2秒 東経139度56分7.4秒 / 北緯34.918389度 東経139.935389度）も含まれる。
- 潮風王国
  - 駐車場（小型車130台、大型車10台、身体障害者用1台）
  - トイレ（男10、女9、身体障害者用2）
  - 公衆電話
  - 情報コーナー
  - 潮風プラザ（花&おみやげ）
  - 海市場ちくら（鮮魚コーナー）
  - 散歩カフェ（カフェ&海雑貨）
  - 海猫堂（ギャラリー&ショップ）
  - とんがり島（アクセサリー）
  - 利左エ門（海鮮うまいもの屋）
  - 磯笛（海女食堂）
  - はな房（レストラン）
  - なぐろ（海鮮バーベキュー）
  - 新鮮野菜市場
- 第2南房千倉大橋公園パーキング
  - 駐車場（小型車20台、身体障害者用1台）
  - トイレ（男3、女3、身体障害者用1）
- 第3白間津花のパーキング
  - 駐車場（小型車27台、大型車3台、身体障害者用1台）
  - トイレ（男6、女6、身体障害者用1）
  - 公衆電話
  - 休憩所
  - 白間津花即売所

## アクセス
- 国道410号
- 高速バスストップ（下りは降車専用）
  - 東京駅 - 館山駅 - 安房白浜「房総なのはな号」（JRバス関東・日東交通）
  - 千葉みなと駅 - 千葉駅 - 蘇我駅 - 館山駅前 - 安房白浜「南総里見号」（京成バス・日東交通・館山日東バス）

## 駅周辺
- 七浦漁港
- 南房総市立七浦小学校